# Finn Zehender
Finn Zehender ist eine vierteilige von Holger Karsten Schmidt kreierte Kriminalfilmreihe unter der Regie von Markus Imboden mit Hinnerk Schönemann in der Rolle des Detektivs Finn Zehender, die in der ZDF-Reihe „Fernsehfilm der Woche“ von 2011 bis 2014 ausgestrahlt wurde.
Nach dem Erfolg von Mörder auf Amrum wurde Holger Karsten Schmidt vom ZDF mit der Konzeption einer Reihe für Hinnerk Schönemann beauftragt, woraufhin er die Figur Finn Zehender erschuf und vier Fälle entwickelte. Wie schon für Mörder auf Amrum wurden die vier Teile von Claudia Schröder produziert, von Gabriele Heuser redaktionell betreut und von Markus Imboden inszeniert.

## Handlung
Finn Zehender ist ehemaliger Polizist und arbeitet nun als Privatdetektiv. Als Eidetiker verfügt er über ein fotografisches Gedächtnis. Ein Auftrag bringt ihn in die norddeutsche Kleinstadt Aschberg. Zum Dorfpolizisten Gerhard Mühlfellner und dessen Kollegin Anna Wippermann hat er ein gutes Verhältnis. Sie, sowie die Staatsanwältin Agnes Sonntag und seine ehemalige Kollegin, die Kommissarin Karin Herzog, unterstützen ihn bei seiner Arbeit, die er nicht immer mit ganz legalen Mitteln, aber stets mit messerscharfem Verstand angeht. Durch seine leicht vertrottelt wirkende Art wird er von seinen Gegnern gern unterschätzt.

## Episodenliste
| Nr. | Originaltitel           | Erstausstrahlung D (ZDF) | Regie          | Drehbuch               | Zuschauer                    |
| --- | ----------------------- | ------------------------ | -------------- | ---------------------- | ---------------------------- |
| 1   | Mörderisches Wespennest | 21. Feb. 2011            | Markus Imboden | Holger Karsten Schmidt | 6,08 Mio.                    |
| 2   | Tod einer Brieftaube    | 16. Apr. 2012            | Markus Imboden | Holger Karsten Schmidt | 4,65 Mio.                    |
| 3   | Mörderische Jagd        | 15. Apr. 2013            | Markus Imboden | Holger Karsten Schmidt | 4,02 Mio.                    |
| 4   | Mord in Aschberg        | 25. Mai 2014 (ZDFneo)    | Markus Imboden | Holger Karsten Schmidt | 4,78 Mio. (ZDF 26. Mai 2014) |

## Veröffentlichung
Alle vier Folgen sind auf DVD erschienen.